# 巴拉機場 (蘇格蘭)
巴拉機場（英語：Barra Airport）在1936年開始營運，是一座位於英國蘇格蘭外赫布里底群島巴拉島的短跑道機場。

## 概覽
機場由國營的高地與島嶼機場公司管理，擁有一個現代化的塔台以及一個簡易的候機室及3條跑道，沒有夜間照明的燈光設備。機場運作的方式獨步全球非常特別，跑道並非像一般機場是在硬地（強化混凝土、柏油材質），而是位在Traigh Mhòr海灘的硬沙子上，為了防止地面流失及確保強度在跑道範圍的沙灘混入了木料及木頭柱子。且需要配合潮汐的時間來起降飛機。當漲潮時，潮汐高過跑道此時飛機的降落時間會延後等到退潮後才能降落，以免對飛機的起落架及機身下緣等機件造成毀損。偶爾晚間會有緊急派飛的航班，管理當局會派出一些車輛用車燈來照亮跑道並且反射出沙灘的地貌以供飛機駕駛參考。
機場擁有英國民航局頒發的執照（編號：P792號），授權高地與島嶼機場管理運輸旅客的定期航班。但是不允許夜間營運一般航班。

## 航空公司與航點
目前只有洛根航空公司營運飛航至格拉斯哥國際機場的國內航班，每天以雙水獺型短程起降飛機於日間對飛4個班次、單趟航程約為70分鐘。

## 圖庫

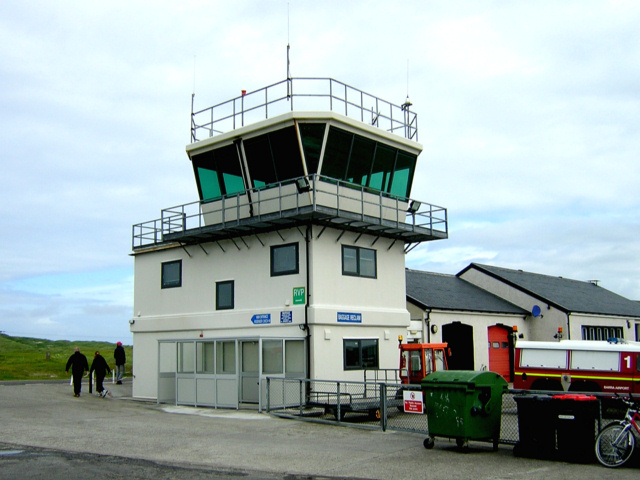
蘇格蘭巴拉機場的塔台
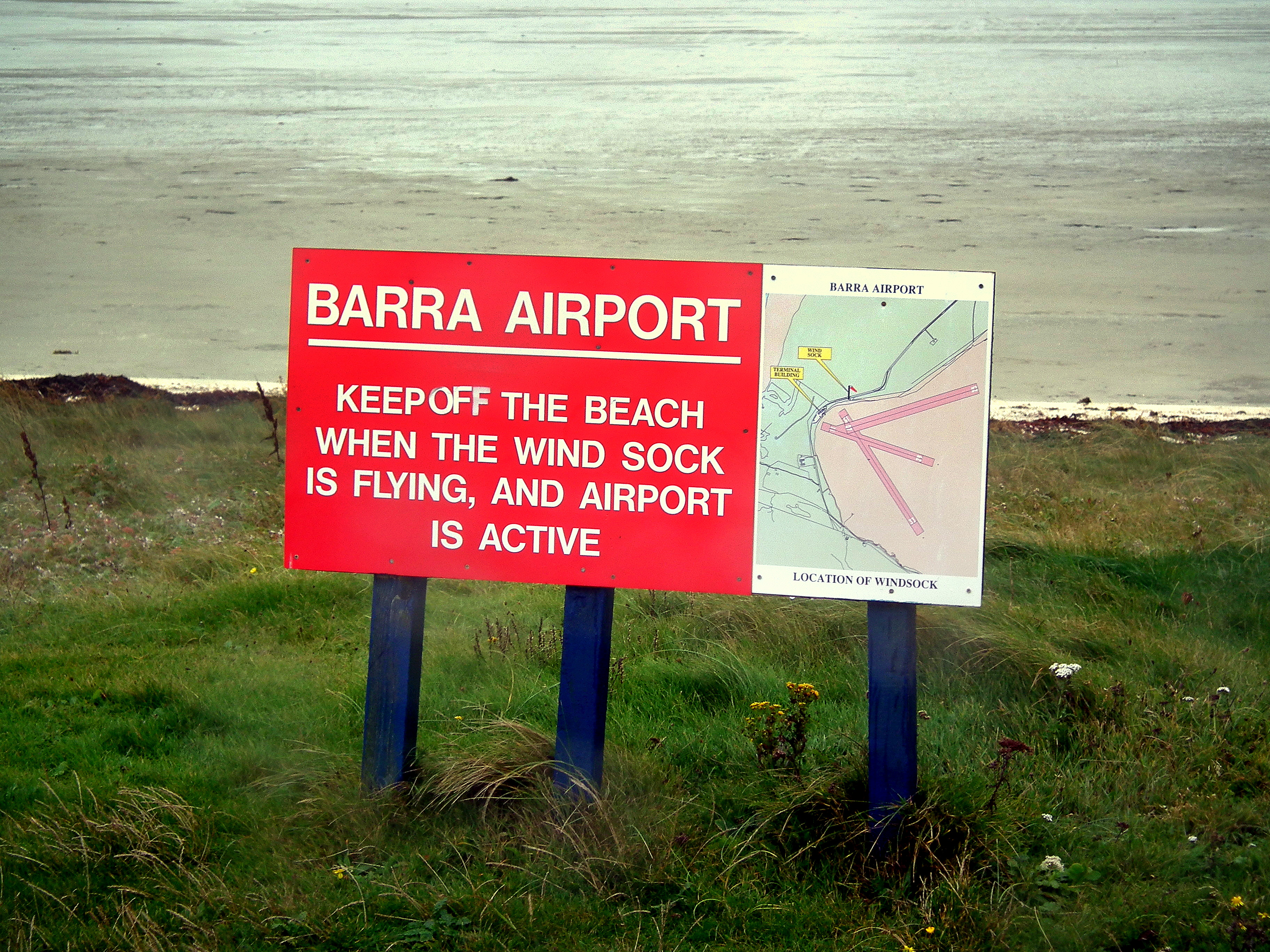
機場管制區告示牌
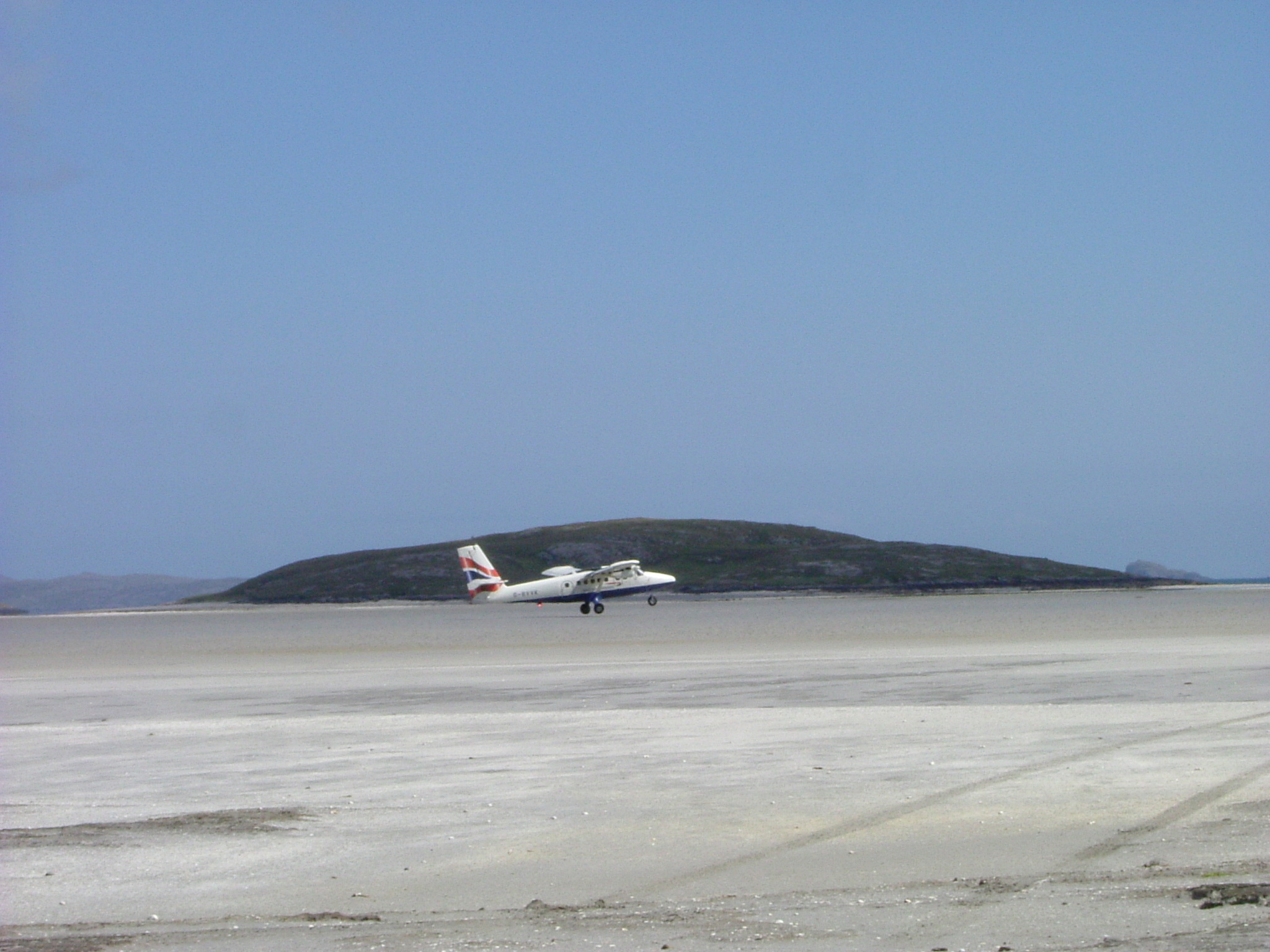
準備降落機場的雙水獺客機
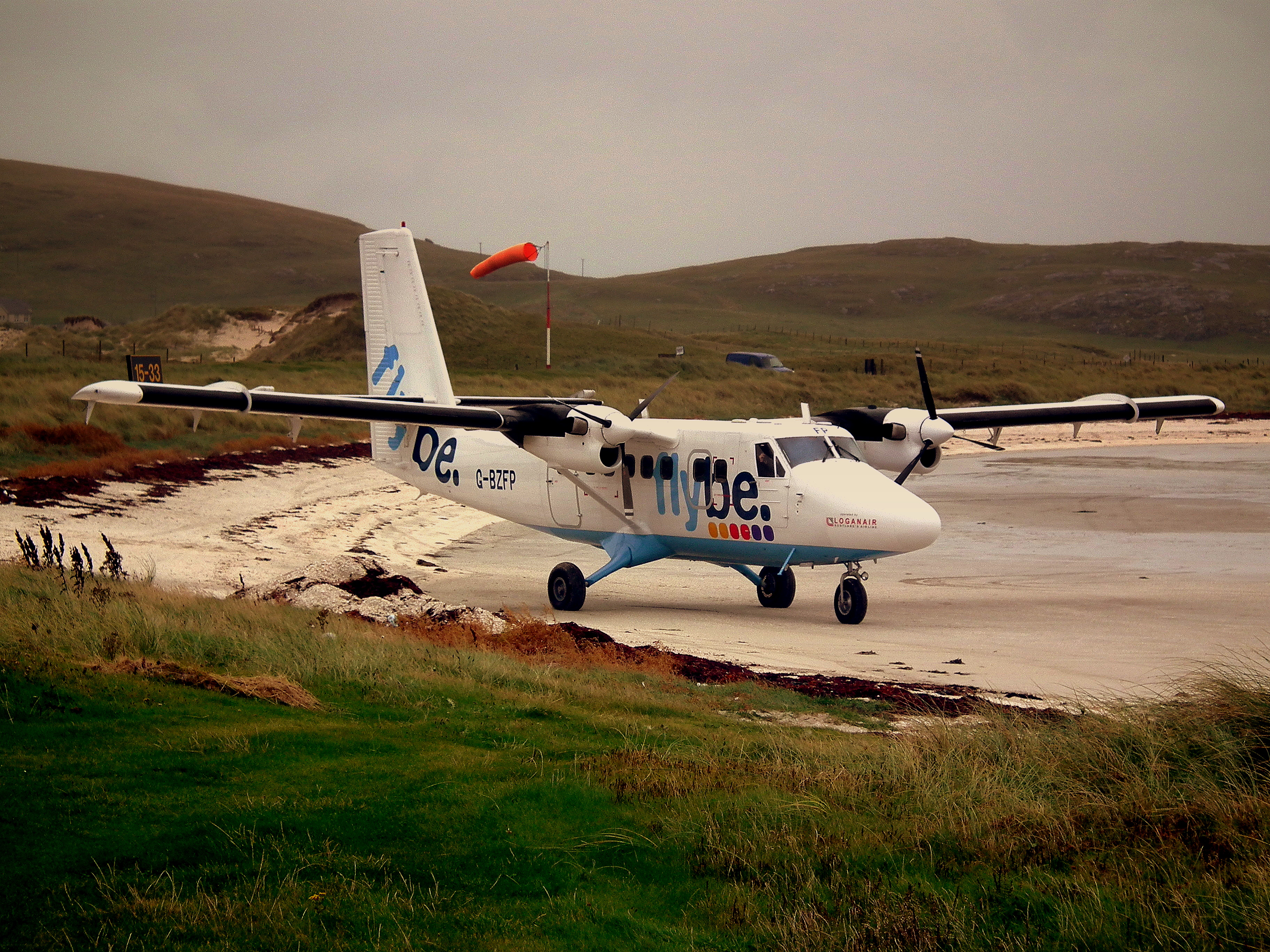
停放在巴拉機場的班機

## 紀錄
- 目前為全世界唯一跑道是在沙灘的機場[6]。
- 2011年6月，在privatefly.com網站舉辦的全球環境79個最極端機場投票中獲選為第1名[7]。前一年的投票中蘇格蘭巴拉機場為第10名。

## 外部連結
- 巴拉機場網頁 （页面存档备份，存于）
- 高地與島嶼機場公司（Highlands and Islands Airports Limited） （页面存档备份，存于）
- Youtube-班機降落於巴拉島的Traigh Mhòr海灘 （页面存档备份，存于）

## 延伸閱讀
- Times subject to Tides - The Story of Barra Airport, Roy Calderwood, Kea Publishing 1999 ISBN 978-0-9518958-3-2 http://www.keapublishing.com （页面存档备份，存于）